# Gjesdal
Gjesdal è un comune norvegese della contea di Rogaland.